# Борш (Румунія)
Борш (рум. Borș) — село у повіті Біхор в Румунії. Адміністративний центр комуни Борш.
Село розташоване на відстані 446 км на північний захід від Бухареста, 10 км на північний захід від Ораді, 141 км на захід від Клуж-Напоки.

## Населення
За даними перепису населення 2002 року у селі проживали 1160 осіб.
Національний склад населення села:
| Національність | Кількість осіб | Відсоток |
| -------------- | -------------- | -------- |
| угорці         | 1055           | 90,9%    |
| румуни         | 102            | 8,8%     |

Рідною мовою назвали:
| Мова      | Кількість осіб | Відсоток |
| --------- | -------------- | -------- |
| угорська  | 1054           | 90,9%    |
| румунська | 104            | 9,0%     |